# Slag bij Cold Harbor
De Slag bij Cold Harbor vond plaats tussen 31 mei en 12 juni 1864 in Hanover County, Virginia tijdens de Amerikaanse Burgeroorlog. De zwaarste gevechten vonden plaats op 3 juni. Het was de laatste grote slag tussen het leger van de Noordelijke luitenant-generaal Ulysses S. Grant en de Zuidelijke generaal Robert E. Lee tijdens de Overland-veldtocht. Duizenden Noordelijke soldaten vonden de dood in verschillende frontale aanvallen op sterk verdedigde Zuidelijke stellingen.
Op 31 mei probeerde Grant via een flankeerbeweging opnieuw langs de rechterflank van Lees leger te manoeuvreren. Noordelijke cavalerie nam het strategisch belangrijk kruispunt bij Old Cold Harbor in op ongeveer 15 km ten noordoosten van de Zuidelijke hoofdstad Richmond. De cavalerie kon de vijandelijk aanvallen afslaan tot de Noordelijke infanterie arriveerde. Zowel Grant als Lee, die zware verliezen hadden geleden tijdens de veldtocht, ontvingen versterkingen. In de loop van de avond van 1 juni arriveerde het Noordelijke VI Corps en het XVIII Corps en vielen met enig succes de Zuidelijke stellingen ten westen van het kruispunt aan.
Op 2 juni arriveerde de rest van beide legers. De Zuidelijken legden een imposante defensieve stelling aan die 10 km lang was. In de vroege ochtend van 3 juni vielen drie Noordelijke korpsen de Zuidelijke stellingen aan. De aanval werd met zware verliezen afgeslagen. De daaropvolgende aanvallen kenden evenmin succes.
Grant schreef later in zijn memoires:”Ik heb nog altijd spijt dat de laatste aanval bij Cold Harbor werd uitgevoerd…Er werd geen enkel voordeel gehaald om de zware verliezen te compenseren.” De beide legers bleven in hun stellingen tegenover elkaar liggen tot 12 juni toen Grant zijn leger naar de James liet marcheren.

## Achtergrond

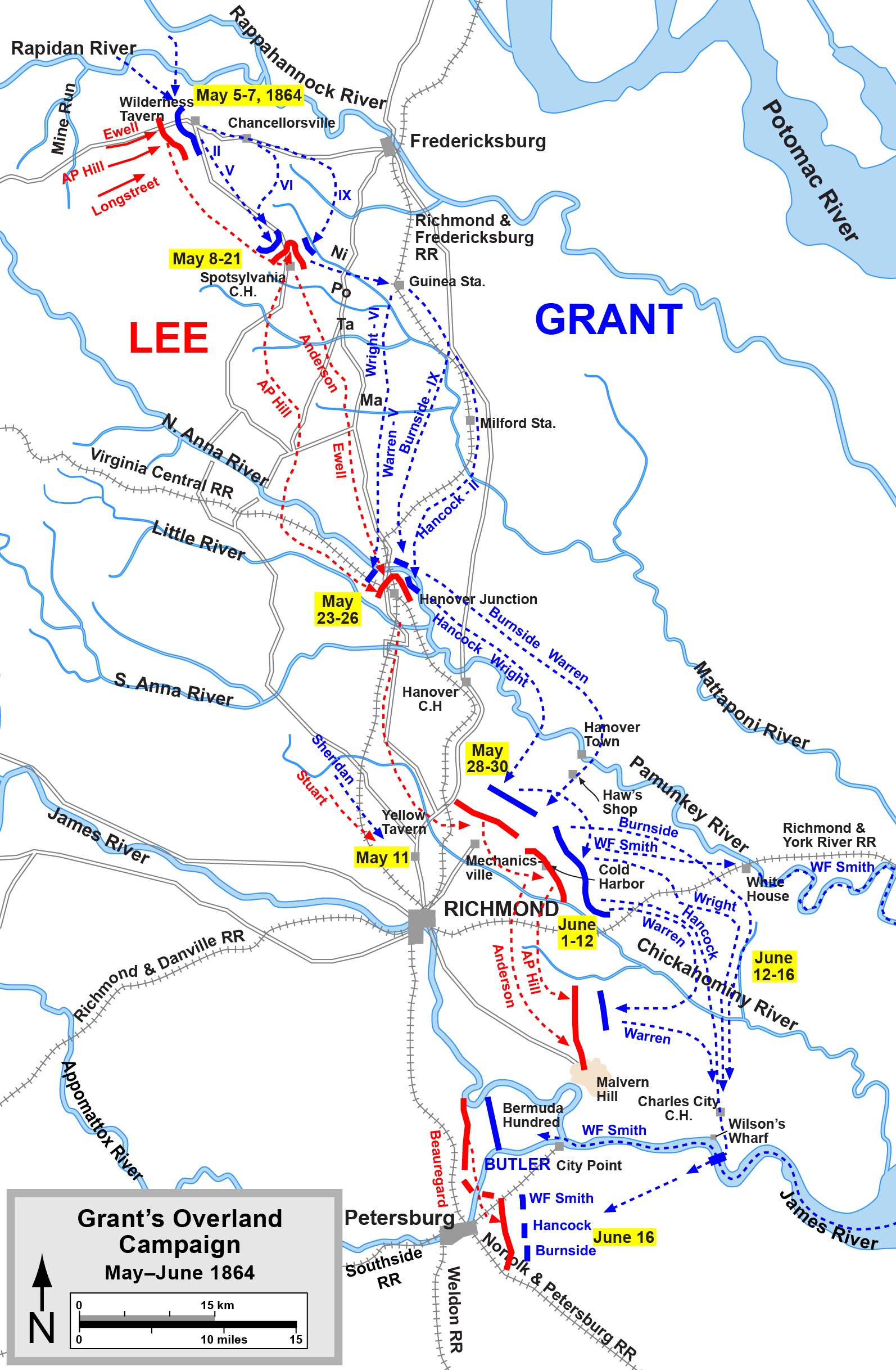
Overzicht van de Overland-veldtocht

Grants Overland-veldtocht maakte deel uit van een reeks van gelijktijdige offensieve acties tegen de Zuidelijke staten. Tegen eind mei 1864 boekten nog twee veldtochten vooruitgang, namelijk de Overland-veldtocht en de Atlanta-veldtocht aangevoerd door generaal-majoor William T. Sherman. Grants doel was niet de inname van de vijandelijke hoofdstad Richmond, maar wel de vernietiging van het Zuidelijke Army of Northern Virginia onder leiding van generaal Robert E. Lee. President Abraham Lincoln was reeds lang voorstander van deze strategie die ervan uitging dat de vernietiging van het belangrijkste Zuidelijke leger onvermijdelijk zou leidden tot de val van Richmond. Grant beval Meade: “Waar Lee is, daar moet jij ook zijn”. Hoewel Grant hoopte op een snelle en beslissende overwinning, was hij bereid om een uitputtingsslag te leveren. Aan beide zijden zouden er veel slachtoffers kunnen vallen, maar de Noordelijken hadden meer reserves om de verliezen te vervangen.
Op 5 mei stak het Army of the Potomac de Rapidan over en betrad de Wildernis bij Spotsylvania. Daar werd het aangevallen door Lees leger. Hoewel Lee in de minderheid was met 60.000 tegenover 100.000, kon zijn leger gebruikmaken van de terreinomstandigheden om de Noordelijken serieuze verliezen te berokkenen. Na twee dagen van slag leveren en 29.000 slachtoffers aan beide zijden was de strijd onbeslist. Lee had Grant opgehouden maar hem niet verslagen. Ook Grant kon Lees leger niet beslissend verslaan. Onder gelijkaardige omstandigheden zouden Grants voorgangers zich terug getrokken hebben. Grant zette echter door en gaf het bevel aan Meade om Lees rechterflank te flankeren en het belangrijke kruispunt bij Spotsylvania Court House in te nemen. Grant hoopte hiermee zijn leger tussen die van Lee en de Zuidelijke hoofdstad te positioneren om zo Lee tot een open veldslag te dwingen.
Onderdelen van Lees leger slaagden er echter in om het strategisch kruispunt als eerste te bezetten waarna ze zich ingroeven. Ondertussen was Meade ontevreden over de resultaten van de Noordelijke cavalerie onder leiding van generaal-majoor Philip Sheridan. Meade stuurden Sheridan eropuit om de Zuidelijke cavalerie onder leiding van generaal-majoor J.E.B. Stuart te verslaan. In de Slag bij Yellow Tavern op 11 mei raakte Stuart dodelijk gewond. Sheridan zette zijn raid richting Richmond verder. Ondertussen had het Noordelijke leger geen volwaardige verkenningseenheden meer om de vijandelijke posities te achterhalen of hun eigen bewegingen af te schermen van nieuwsgierige ogen.
Tussen 8 en 21 mei woedden de gevechten bij Spotsylvania Court House. Grant probeerde verschillende strategieën om door de vijandelijke linies te breken. Op 8 mei voerden de generaals-majoor Gouverneur K. Warren en John Sedgwick aanvallen uit op de Zuidelijke stellingen bij Laurel Hill echter zonder resultaat. Op 10 mei gaf Grant het bevel tot een algemene aanval langs de Zuidelijke stellingen die ondertussen reeds 6,5 km lang waren. Hoewel de Noordelijken opnieuw mislukten bij Laurel Hill, boekte de innovatieve aanval van kolonel Emory Upton enig succes.
Grant beval op 15 mei een nieuwe aanval gebaseerd op Uptons aanvalstechniek maar nu voor 15.000 soldaten onder leiding van generaal-majoor Winfield S. Hancock. Hancock kende initieel succes maar door de snelle Zuidelijke reactie kon hij zijn voordeel niet uitbuiten. Aanvallen door generaal-majoor Horatio G. Wright op het westelijke deel van de zogenaamde Mule Shoe (die later de naam Bloody Angle zou krijgen) duurde meer dan 24 uur. Het bestond uit hevige man-tegen-mangevechten. Ondersteunende aanvallen door Warren en generaal-majoor Ambrose Burnside kon het tij niet doen keren. Opnieuw was de strijd onbeslist. Met 32.000 slachtoffers aan beide zijden was dit een van de bloedigste veldslagen uit het conflict. Opnieuw zou Grant een flankeerbeweging uitvoeren om langs de vijandelijke stellingen te manoeuvreren.
Het volgende doel van Grant na Spotsylvania was de North Anna op ongeveer 40 km in zuidelijke richting. Hij stuurde Hancocks Korps vooruit om als aas te dienen voor Lee. Lee hapte niet toe en arriveerde opnieuw als eerste bij de North Anna. Op 23 mei stak Warrens V Corps de rivier over bij Jericho Mills. Een Zuidelijke aanval door A.P. Hills korps werd afgeslagen door Warren. Ondertussen veroverde Hancocks II Corps de brug op de Telegraph Road. Lee werkte ondertussen een ingenieus plan uit waarbij hij stellingen liet aanleggen in een omgekeerde V-vorm ter hoogte van de enige verdedigbare oversteekplaats langs de rivier, namelijk bij Ox Ford. Lee hoopte door zich ten zuiden van de rivier terug te trekken, dat Grant dit zou zien als een aftocht. Indien Grant zou toehappen zou zijn leger verschillende rivieren dienen over te steken om de aanval in te zetten of ander korpsen te ondersteunen terwijl Lee met zijn stellingen zijn volledige leger kon inzetten zoals hij wilde door de zeer korte communicatielijnen.
Grant liep bijna in Lees val. Hij viel de top en het rechterbeen van de omgekeerde V-vorm aan bij Ox ford. Lee was echter ziek gevallen door hevige diarree en kon niet inspelen op de bewegingen van de Noordelijken. Grant zag het gevaar op tijd, stopte de aanvallen en liet zijn soldaten eveneens borstweringen aanleggen.
Opnieuw, zoals na de Wildernis en Spotsylvania, plande Grant een nieuwe omtrekkende beweging. Hij marcheerde ten oosten van de Pamunkey om zijn bewegingen te maskeren.
Op 27 mei verliet het Noordelijke leger zijn stellingen en begon aan de opmars. Lee reageerde door zijn leger naar Altee’s Station te laten marcheren op ongeveer 14 km ten noorden van Richmond. Daar liet Lee sterke defensieve stellingen bouwen langs Totopotomoy Creek om de Zuidelijke hoofdstad en haar toevoerlijnen te beschermen tegen de Noordelijken. Lee wist echter niet wat Grant precies van plan was. Indien Grant de Pamunkey niet zou oversteken bij Hanovertown, dan zou het Zuidelijke leger met gemak geflankeerd kunnen worden. Daarom stuurde Lee de Zuidelijke cavalerie onder leiding van generaal-majoor Wade Hampton III eropuit om de nodige verkenningen uit te voeren.
Op 28 mei botste Hampton op de Noordelijke cavalerie van brigadegeneraal David McM. Gregg in de Slag bij Haw's Shop. Geen van beide zijden kon de overwinning claimen. De Noordelijken werden 7 uur opgehouden. De Zuidelijken hadden nu de nodige informatie over de locatie van de Noordelijke hoofdmacht.
Nadat Grants infanterie de Pamunkey had overgestoken, zag Lee een kans om op 30 mei het V Corps van Warren aan te vallen met zijn Second Corps aangevoerd door luitenant-generaal Jubal Early. Early’s divisies aangevoerd door de generaals-majoor Robert E. Rodes en Stephen Dodson Ramseur dreven de Noordelijken terug in de Slag bij Totopotomoy Creek. Ramseurs opmars werd echter gestopt door hevig vijandelijk geweer- en artillerievuur. Diezelfde dag vond er een cavalerieslag plaats bij Old Church waarbij de Zuidelijke cavalerie verjaagd werd. Daarmee werd het kruispunt bij Old Cold Harbor het volgende strategisch belangrijke punt.
Ondertussen kreeg Lee informatie over versterkingen die op weg waren naar Grant. Het 16.000 man sterke XVIII Corps, aangevoerd door generaal-majoor William F. "Baldy" Smith, werd gedetacheerd van het Army of the James onder leiding van generaal-majoor Benjamin Butler en naderde langs de James en de York. Indien Smith rechtstreeks naar Old Cold Harbor zou oprukken naar Grants linkerflank. Dan zou de Noordelijke slaglinie de vijand met gemak overvleugelen. Op 1 juni om 15.00 uur arriveerde 10.000 soldaten bij Grant. De andere 6.000 bewaakten de communicatielijnen.
Ook Lee ontving versterkingen. De Zuidelijke president Jefferson Davis gaf het bevel aan generaal P.G.T. Beauregard om de 7.000 man sterke divisie van generaal-majoor Robert F. Hoke naar Lee te sturen. De voorhoede arriveerde op 31 mei. Lees Army of Northern Virginia telde nu 59.000 soldaten tegenover de 108.000 soldaten van Grant. Het Noordelijke overwicht was niet wat het geweest was. Het merendeel van Grants versterkingen bestonden uit onervaren soldaten en omgevormde artillerie-eenheden die Washington verdedigden. De meeste van Lees soldaten waren geharde veteranen die goed gebruik zouden maken van sterke defensieve stellingen.

### Samenstelling van de strijdkrachten

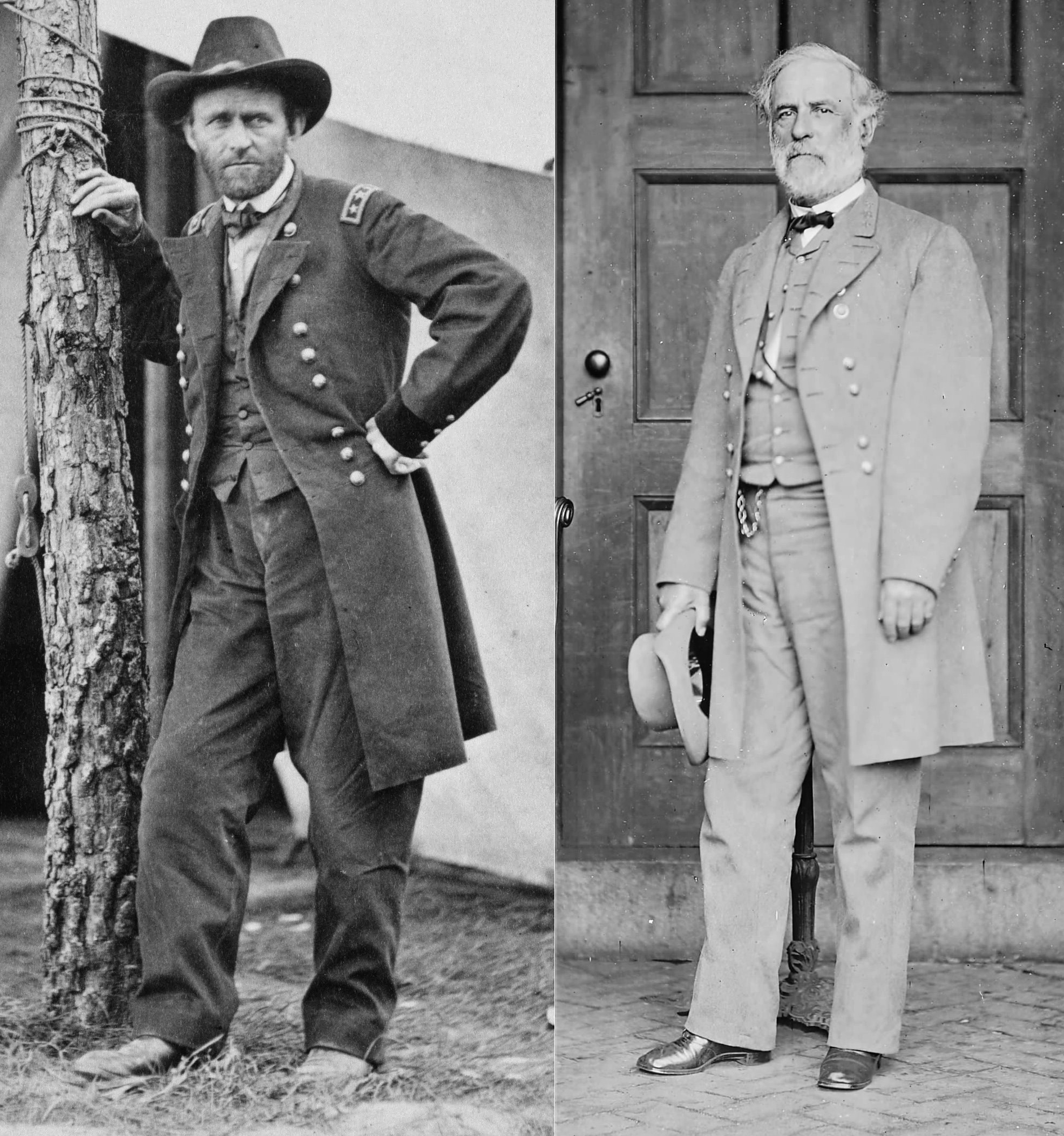
Luitenant-generaal Ulysses S. Grant in Cold Harbor in 1864. Generaal Robert E. Lee in 1865. Beiden foto’s werden genomen door Mathew Brady.

Grants Noordelijke leger bestond uit 108.000 soldaten. De strijdkrachten bestonden uit het Army of the Potomac aangevoerd door generaal-majoor George G. Meade en het XVIII Corps gedetacheerd van het Army of the James. De zes korpsen waren:
- II Corps aangevoerd door generaal-majoor Winfield S. Hancock bestaande uit de divisies van generaal-majoor David B. Birney en de brigadegeneraals Francis C. Barlow en John Gibbon.
- V Corps aangevoerd door Gouverneur K. Warren bestaande uit de divisies van de brigadegeneraals Charles Griffin, Henry H. Lockwood en Lysander Cutler. Op 6 juni werd het korps gereorganiseerd in de divisies van Griffin, Cutler en de brigadegeneraals Romeyn B. Ayres en Samuel W. Crawford.
- VI Corps aangevoerd door brigadegeneraal Horatio G. Wright bestaande uit de divisies van de brigadegeneraals David A. Russell, Thomas H. Neill en James B. Ricketts.
- IX Corps aangevoerd door generaal-majoor Ambrose Burnside bestaande uit de divisies van generaal-majoor Thomas L. Crittenden en de brigadegeneraals Robert B. Potter, Orlando B. Willcox en Edward Ferrero. Op 9 juni werd Crittenden vervangen door brigadegeneraal James H. Ledlie.
- Cavalry Corps aangevoerd door generaal-majoor Philip H. Sheridan bestaande uit de divisies van de brigadegeneraals Alfred T.A. Torbert, David McM. Gregg en James H. Wilson.
- XVIII Corps aangevoerd door generaal-majoor William F. "Baldy" Smith bestaande uit de divisies van de brigadegeneraals William T. H. Brooks, John H. Martindale en Charles Devens. Op 4 juni werd de zieke Devens vervangen door brigadegeneraal Adelbert Ames.

Lees Zuidelijke Army of Northern Virginia telde 59.000 soldaten en was onderverdeeld in vier korpsen en twee onafhankelijke divisies:
- First Corps aangevoerd door general-majoor Richard H. Anderson bestaande uit de divisies van general-majoors Charles W. Field en George E. Pickett en brigadegeneraal Joseph B. Kershaw.
- Second Corps aangevoerd door luitenant-generaal Jubal Early bestaande uit de divisies van de generaal-majoors Stephen D. Ramseur, John B. Gordon en Robert E. Rodes.
- Third Corps aangevoerd door luitenant-generaal A.P. Hill bestaande uit de divisies van de generaal-majoors Henry Heth en Cadmus M. Wilcox en brigadegeneraal William Mahone.
- Cavalry Corps had op dit moment geen aanvoerder na het sneuvelen van generaal-majoor J.E.B. Stuart op 11 mei. Het bestond uit de divisies van de generaal-majoors Wade Hampton, Fitzhugh Lee en W.H.F. "Rooney" Lee. (Op 11 augustus werd Hampton benoemd tot bevelhebber van het korps.)
- Breckinridges divisie aangevoerd door generaal-majoor John C. Breckinridge.
- Hokes divisie aangevoerd door generaal-majoor Robert F. Hoke.

### Locatie van het slagveld

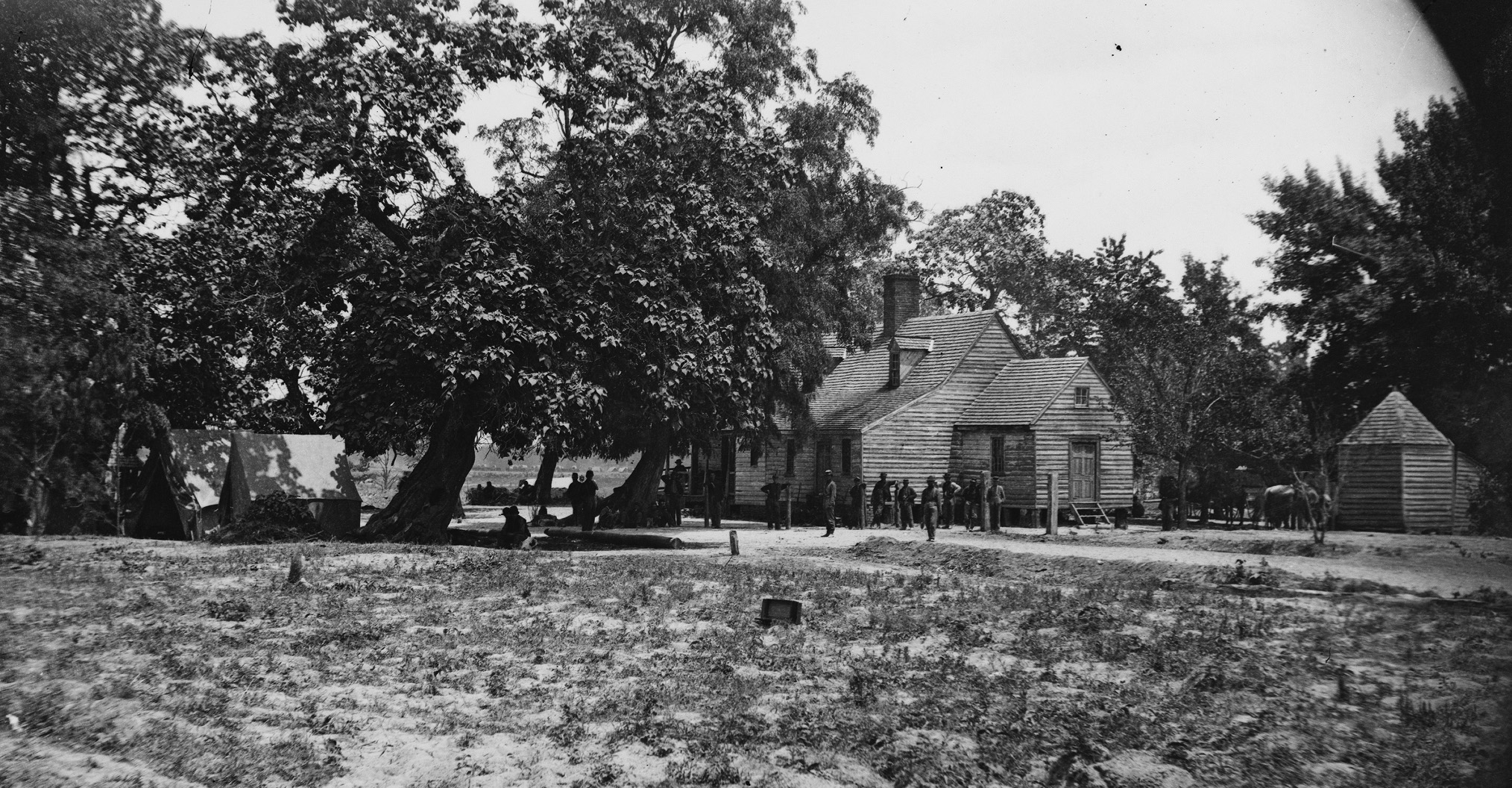
The Burnett Inn bij Old Cold Harbor gefotografeerd doorPhotographed by Timothy H. O'Sullivan, June 4, 1864.

De slag vond plaats in centraal Virginia nabij het modern Mechanicsville. In 1862 vond op dezelfde plaats de Slag bij Gaines's Mill plaats. Tijdens het graven van hun stellingen en tot hun ontzetting vonden Noordelijke soldaten menselijke resten. Cold Harbor had geen haven, in tegenstelling wat de naam doet vermoeden. Het plaatsje werd vernoemd naar een taverne aan een kruispunt, namelijk Cold Harbor Tavern. Harbor betekent in dit geval een schuilplaats. Er werden geen warme maaltijden geserveerd zoals in een herberg. Old Cold Harbor lag 3 km ten oosten van Gaines’s Mill en New Cold Harbor op ongeveer 1,5 km in zuidoostelijke richting. Door de inname van dit kruispunt kon het Noordelijke leger gemakkelijk versterkingen ontvangen die arriveerden via de Pamunkey en waren ze in een goede positie om ofwel de Zuidelijke hoofdstad Richmond of het Army of Northern Virginia aan te bedreigen.

## De slag

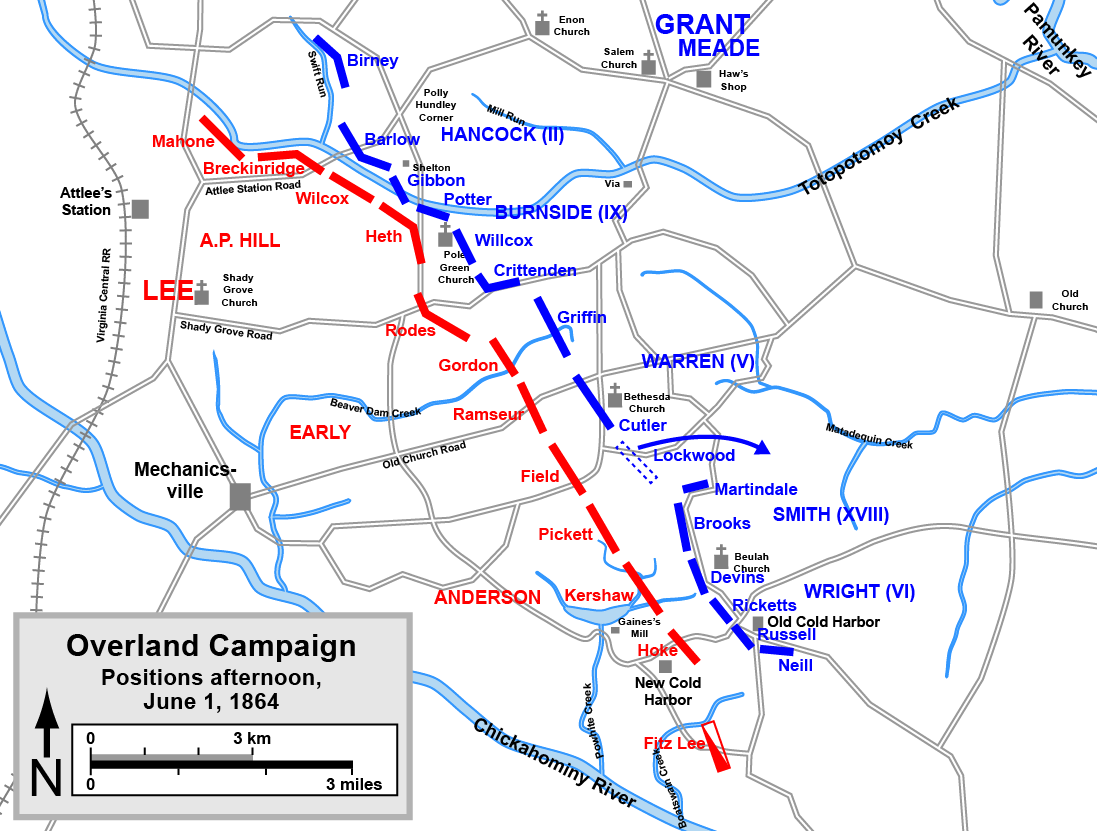
Stellingen van beide legers in de namiddag van 1 juni 1864.

### 31 mei
De cavalerie-eenheden die bij Old Church hadden gevochten, stonden op 31 mei nog steeds tegenover elkaar. Lee had een extra cavaleriedivisie gestuurd, onder leiding van generaal-majoor Fitzhugh Lee, om brigadegeneraal Matthew Butler te versterken om zo het kruispunt bij Old Cold Harbor in te nemen. Toen de Noordelijke brigadegeneraal Alfred T. A. Torbert de druk opvoerde, kreeg het First Corps van Anderson het bevel van Lee om naar rechts op te schuiven om de cavalerie te ondersteunen. De voorste brigade van Hokes divisie arriveerde om Butler en Fitzhugh Lee te versterken. Rond 16.00 uur verdreven Torbert en elementen van brigadegeneraal David McM. Greggs divisie de Zuidelijken van het kruispunt bij Old Cold Harbor. Daarna groeven ze zich in. Toen steeds meer manschappen van Hokes en Andersons divisie arriveerden, trok de bezorgde general-majoor Philip Sheridan Torbert terug naar Old Church.
Grant stuurde daarop het VI Corps van Wright ter versterking. Ook kreeg Sheridan het bevel om het kruispunt “ten alle prijze” opnieuw te bezetten. Torbert arriveerde opnieuw aan het kruispunt rond 01.00 uur. Tot zijn opluchting zag hij dat de Zuidelijken zijn terugtocht niet gezien hadden en het kruispunt niet hadden bezet.

### 1 juni
Robert E. Lees plan voor 1 juni zag er als volgt uit. Hij zou met zijn infanterie een geconcentreerde aanval uitvoeren op de Noordelijke cavalerie bij Old Cold Harbor. Zijn ondergeschikten lieten echter steken vallen. Anderson liet na om Hokes divisie in het aanvalsplan te betrekken. Hoke ging ervan uit dat hij slechts diende op te rukken wanneer Andersons korps volledige ingezet was. De Noordelijken kenden ook hun problemen. Wrights VI Corps was pas na middernacht vertrokken om meer dan 20 km te overbruggen. Smiths XVIII Corps was per vergissing naar New Castle Ferry gestuurd en kwam te laat om Torbert bij te staan.
Anderson liet de aanval openen door de brigade die tot voor kort onder het bevel stond van brigadegeneraal Joseph B. Kershaw. Deze brigade werd nu aangevoerd door de onervaren kolonel en politicus Lawrence M. Keitt. Keitts soldaten naderden de ingegraven cavalerie van brigadegeneraal Wesley Merrit. Door het geconcentreerde geweervuur werd Keitt al snel dodelijke getroffen en verloor zijn brigade de nodige cohesie. Hoke, in de veronderstelling dat dit zijn taak was, deed niets. De aanval liep op niets uit.
Om 09.00 uur arriveerde de voorhoede van Wrights korps bij het kruispunt. Ze begonnen onmiddellijk de loopgraven uit te breiden van de cavalerie. Hoewel Grant initieel gevraagd had dat Wright onmiddellijk tot de aanval zou overgaan, waren ze te uitgeput door de geforceerde mars. Wright had bovendien geen idee wat voor hem lag. Wright wachtte de komst van Smith af. Smiths XVIII Corps arriveerde in de namiddag. Ze groeven zich in ter rechterzijde van het VI Corps. De Noordelijke cavaleristen trokken zich daarop terug in oostelijke richting.
Meade maakte zich zorgen over de slagkracht van de korpsen van Wright en Smith en probeerde Warren er toe te bewegen om versterkingen te sturen. Meade schreef naar Warren:”Generaals Wright en Smith zullen deze avond een aanval uitvoeren. Het zou de aanval helpen indien je deze zou kunnen ondersteunen. Met dien verstande dat het, in uw opinie, praktisch uitvoerbaar moet zijn.” Warren stuurde daarop de divisie van brigadegeneraal Henry H. Lockwood naar Wright en Smith. Lockwood begon aan zijn mars om 18.00 uur. Door een slechte verkenning van de wegen liep Lockwood grote vertraging op. Hij zou geen rol spelen in de komende aanval. Meade maakte zich eveneens zorgen over zijn linkerflank die mogelijks bedreigd kon worden door de Zuidelijke cavalerie. Sheridan kreeg het bevel om de nodige verkenners te sturen om de Noordelijke linkerflank te dekken. Sheridan weigerde omdat hij voor het invallen van de duisternis geen mogelijkheid zag om soldaten eropuit te sturen.

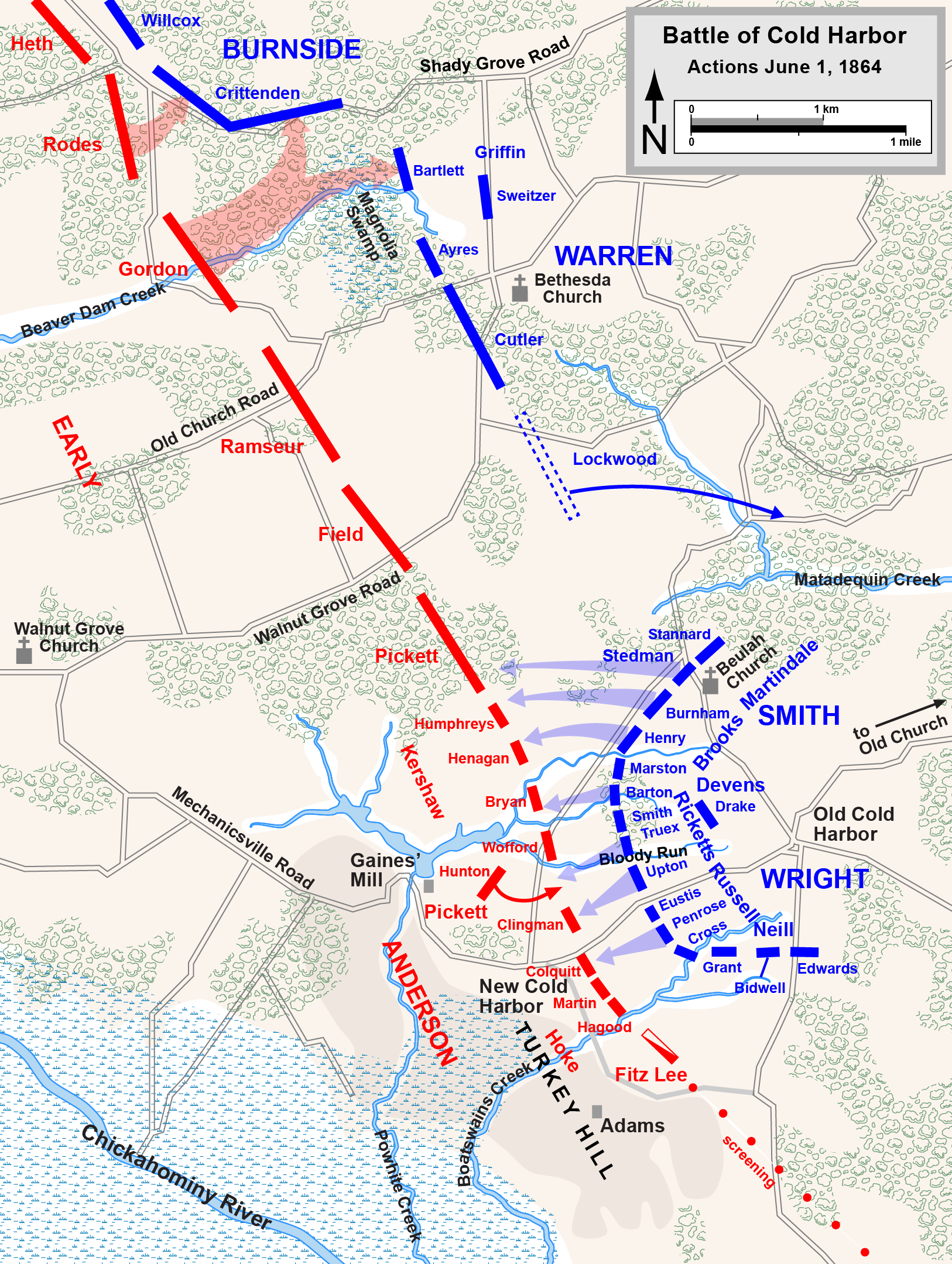
Cold Harbor op 1 juni

Om 18.30 uur begon de aanval die Grant reeds die ochtend wilde zien beginnen. Zowel het korps van Wright en Smith rukten op. Wrights soldaten maakten weinig vooruitgang ten zuiden van de Mechanicsville Road door het zware vijandelijke geweervuur. Ook ten noorden van de weg botsten de brigades van Emory Upton en David Allen Russel op zwaar geweervuur van de Zuidelijke brigade van brigadegeneraal Thomas L. Clingman. Ook deze aanval liep op niets uit.
Op Uptons rechterflank vond de brigade van kolonel William S. Truex een gat in de Zuidelijke linie tussen de brigades van Clingmann en brigadegeneraal William T. Wofford. Dit gat bestond uit een moerassige kloof tussen de twee brigades. Toen Truex’ soldaten tot de aanval overgingen, draaide Clingman twee regimenten in hun richting. Anderson stuurde de brigade van Eppa Hunton uit de reserve naar voor om het gat te dichten. Truex werd ingesloten aan drie zijden en diende zich terug te trekken. Toch slaagden ze erin om enkele honderden krijgsgevangenen met zich mee te nemen.
Terwijl de gevechten losbraken aan het zuidelijke einde van het slagveld, namen de korpsen van Hancock, Burnside en Warren en 7,5 km lang front in. Voor zich bevonden zich de Zuidelijke eenheden van A.P. Hill, Breckinridge en Early. Op de grens van het IX en V Corps stond de divisie van generaal-majoor Thomas L. Crittenden. Deze was na de Slag bij Chickamauga overgeplaatst naar het oostelijke front. Ze namen een L-vormige positie in. Tussen henzelf en het V Corps lag een moerassig terrein bekend als Magnolia Swamp. Twee divisies van Early’s korps, namelijk die van generaal-majoor Robert E. Rhodes op de linkerflank en die van generaal-majoor John B. Gordon op de rechterflank gebruikten dit moerassig gebied om hun aanval uit te voeren die om 19.00 uur zou plaatsvinden. Beide Zuidelijke divisies raakten echter niet ver.
Ondertussen waren Lockwoods soldaten volledig verdwaald. Na klachten van Warren werd Lockwood ontgeven van zijn bevel en vervangen door brigadegeneraal Samuel W. Crawford. Tegen het invallen van de duisternis werd het vuren gestaakt. Er vielen 2.200 slachtoffers bij de Noordelijke aanval tegenover 1.800 bij de Zuidelijken. Er werd door beide partijen geen vooruitgang geboekt. De Zuidelijke linies waren net niet gebroken. De Noordelijken groeven zich in soms op slechts enkelen meters van de Zuidelijke stellingen. Verschillende generaals, waaronder Upton en Meade, waren furieus dat Grant deze aanval had bevolen zonder voldoende verkenning.

### 2 juni
Hoewel de aanvallen van 1 juni mislukt waren, was Meade ervan overtuigd dat een aanval op 2 juni met genoeg troepen op een goede locatie succesvol kon zijn. In overleg met Grant besliste Meade om de rechterflank van Lee aan te vallen. Andersons soldaten hadden reeds op 1 juni slag geleverd en de Noordelijken gingen ervan uit dat ze onvoldoende tijd hadden gehad om degelijke defensieve stellingen uit te bouwen. Indien de aanval slaagde zou Lees rechterflank in de Chickahominy gedreven worden en daarmee ophouden te bestaan. Hancock kreeg het bevel om met zijn II Corps stellingen in te nemen op de linkerflank van Wright VI Corps. Wanneer Hancock volledig klaar was, zou Meade een aanval uitvoeren vanuit Old Cold Harbor met drie korpsen ofwel 31.000 soldaten. Deze korpsen waren het II Corps van Hancock, het VI Corps van Wright en het XVIII Corps van Baldy Smith. Ook Warren en Burnside dienden ter ondersteuning een aanval uit te voeren op de linkerflank van Lee, om te voorkomen dat Lee eenheden van zijn linkerflank naar de rechterflank zou sturen.
Hancocks soldaten marcheerden de volledige nacht om hun nieuwe stellingen te bereiken. Ze kwamen uitgeput ter plaatse aan. Grant ging akkoord om de aanval uit te stellen tot 17.00 uur. Later werd de aanval opnieuw uitgesteld tot 04.30 uur op 3 juni. Grant en Meade hadden geen specifieke instructies gegeven aan hun korpsbevelhebbers. Ze lieten het aan hen over om te beslissen waar, wanneer en ondersteund door wie ze zouden aanvallen. Geen enkele hogere officier had het bevel gegeven om het terrein en de vijandelijke stellingen te verkennen die voor hen lagen. Baldy Smith zei tot zijn staf dat de aanval ”een bevel tot een algemene slachtpartij van de beste troepen was.”
Robert E. Lee maakte dankbaar gebruik van de vertragingen bij de Noordelijken om zijn eigen stellingen te versterken. Toen Hancock vertrok om zijn nieuwe stellingen in te nemen, kon Lee de divisie van Breckinridge verplaatsen naar het uiterste punt op zijn rechterflank. Daar zou Breckinridge opnieuw tegenover Hancock komen te staan. Breckinridge verdreef een kleine Noordelijke eenheid die stellingen had op Turkey Hill. Deze heuvel domineerde het zuidelijke deel van het slagveld. Lee verplaatste eveneens eenheden uit het Third Corps van A.P. Hill. De divisies van de brigadegeneraals William Mahone en Cadmus M. Wilcox dienden Breckinridge te ondersteunen. De Zuidelijke cavalerie kreeg als taak de rechterflank van het leger te dekken. De Zuidelijke stellingen besloegen nu een front van meer dan 10 km tussen Totopotomy Creek en de Chickahominy. De Noordelijken konden dus geen flankeerbewegingen uitvoeren.
Lees genietroepen benutten de gekregen tijd ten volle. Er werden borstweringen opgetrokken uit aarde een boomstammen. De artillerie stond zo opgesteld dat de verschillende batterijen met een kruisvuur het volledige slagveld voor de Zuidelijke stellingen bestreken. Er werden houten palen in de grond gestampt om het de artilleristen makkelijker te maken de afstand in te schatten. De loopgraven werden in een zigzagpatroon aangelegd, zodat de verschillende stellingen elkaar konden ondersteunen met geweervuur. Een linie van voorposten diende het de Noordelijken moeilijk te maken om de juiste sterkte van de Zuidelijke linie te kunnen inschatten.
Hoewel de Noordelijke soldaten geen exacte details hadden over hun doelen, wisten de overlevenden van de frontale aanvallen bij Spotsylvania Court House wat hun te wachten stond. Luitenant-kolonel Horace Porter, de intendant van Grant, schreef in zijn memoires dat veel soldaten hun naam op een krant schreven en die in hun binnenzak staken zodat het gemakkelijke zou zijn om hun lichamen te identificeren. Er werd nadien een met bloed bespat dagboek gevonden van een Noordelijke soldaat met een laatste bericht:”3 juni, Cold Harbor. Ik ben gesneuveld.”
Aan de noordelijke zijde van het slagveld namen het V Corps van Warren en het IX Corps van Burnside hun stellingen naast elkaar in bij Bethesda Church. Early’s Second Corps, op Lees linkerflank, nam verschillende van Warrens voorposten gevangen. Tijdens de nacht werd er sporadisch gevochten.

### 3 juni

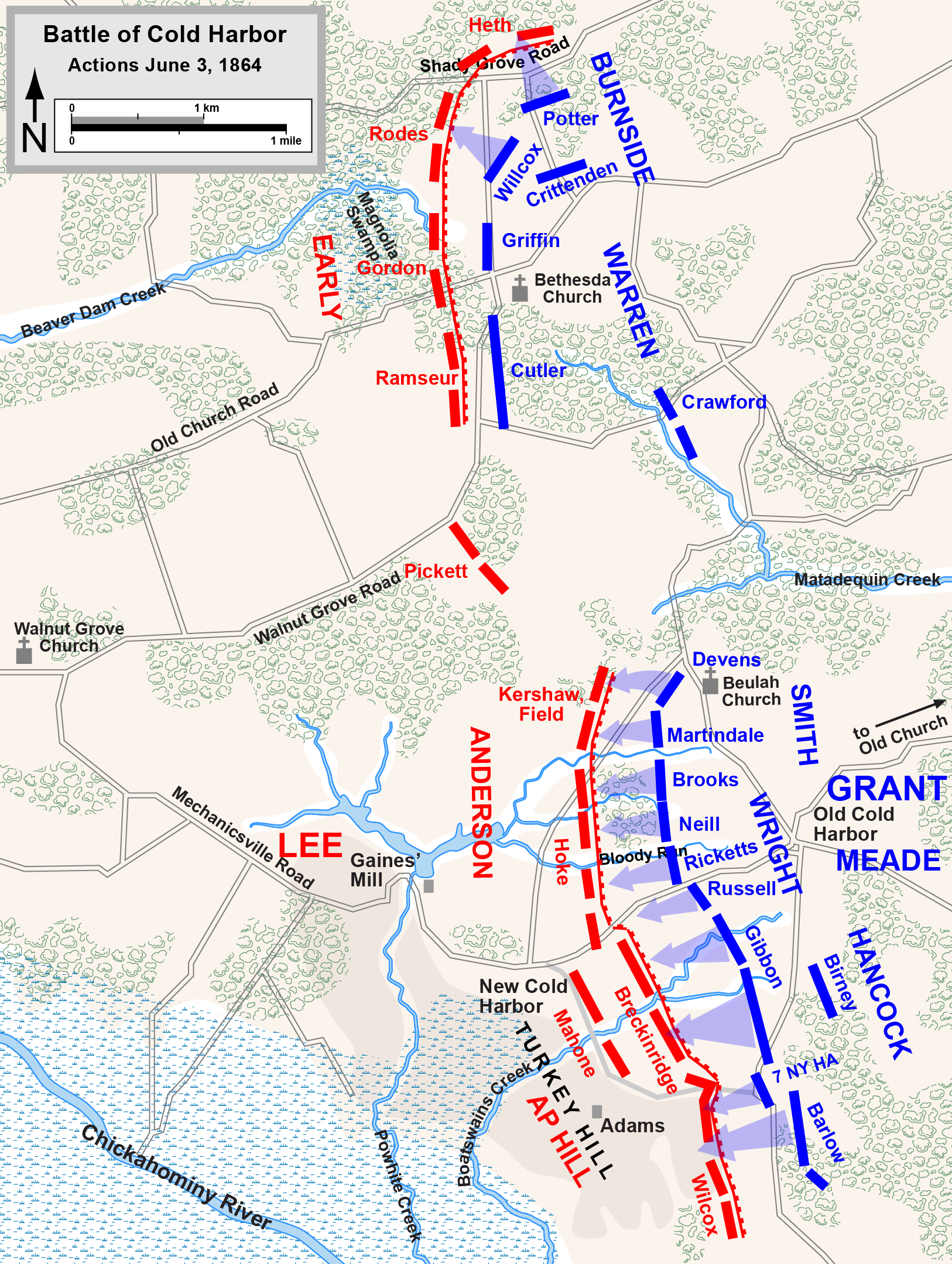
Cold Harbor op 3 juni

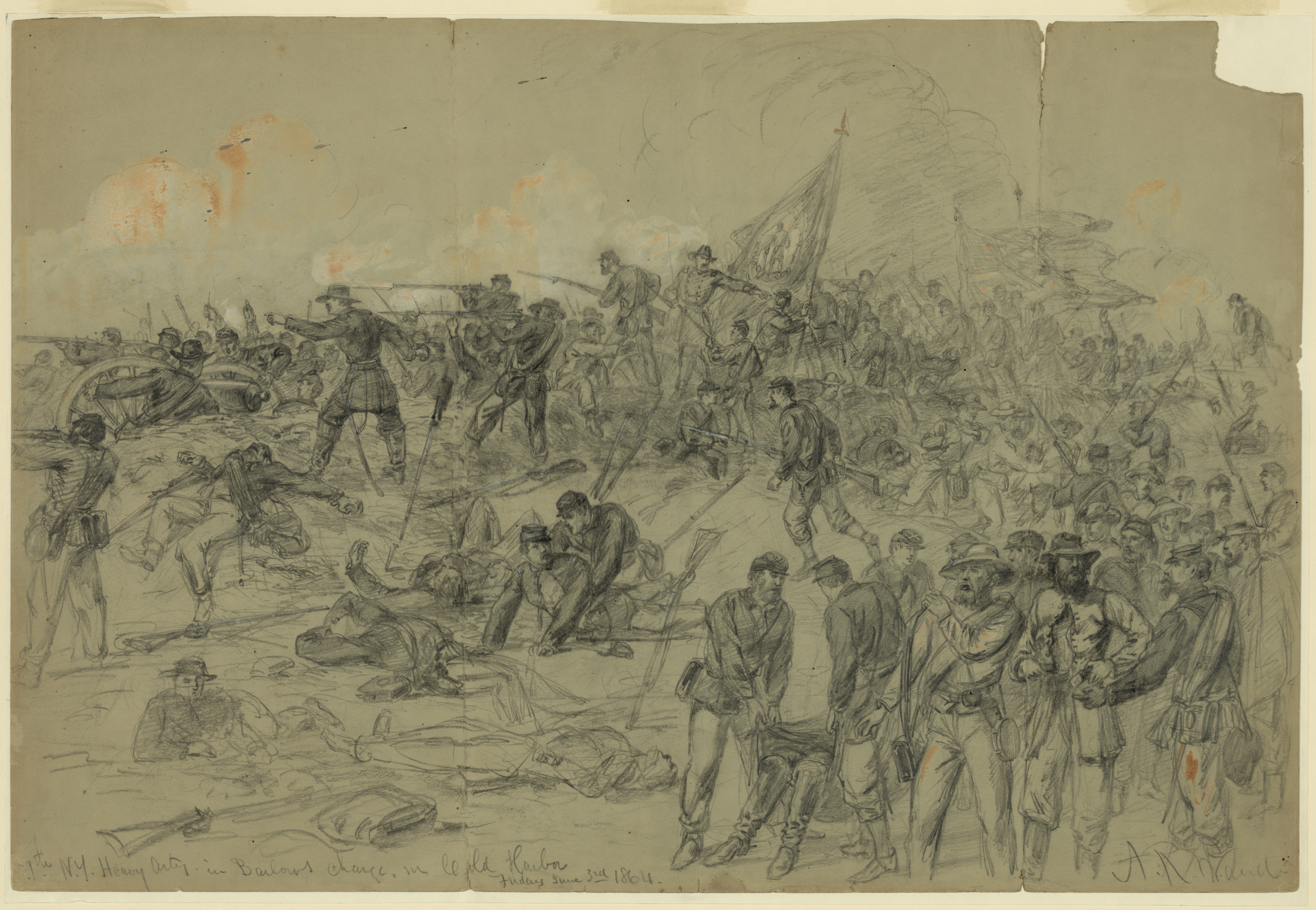
7th New York Heavy Artillery (die dienstdeden als infanterie) verlaten hun loopgraven om de aanval te openen op de Zuidelijke stellingen. Een schets van Alfred Waud.

Op 3 juni om 04.30 uur in de ochtend rukten de drie Noordelijke korpsen op in een dichte mist. Zwaar kanon- en geweervuur van de Zuidelijke stellingen zorgden onmiddellijk voor zware verliezen in de Noordelijke rangen.
Alleen op de Noordelijke linkerflank slaagde Hancocks korps erin om door een deel van de Zuidelijke stellingen te breken waar Breckinridge lag. De Zuidelijken werden na man-tegen-mangevechten uit hun stellingen verdreven. Er werden enkele honderden Zuidelijke soldaten krijgsgevangen gemaakt en er werden vier kanonnen veroverd. De nabijgelegen Zuidelijke artillerie werd nu op de verloren gegane loopgraven gericht. Het werd een dodelijke val voor de Noordelijken. Breckinridges reserve voerde een tegenaanval uit. De andere divisie van Hancock, onder leiding van brigadegeneraal John Gibbon, raakte ontregeld door de moerassige ondergrond. Door het zware vijandelijke vuur geraakten ze niet verder. Een van Gibbons soldaten schreef later:”We voelden het aan als moord, geen oorlog. Er was ergens een zware fout gebeurd om tot deze aanval over te gaan.”
In het centrum werd Wright korps vastgepind door hevig vijandelijk vuur. Er was weinig animo om de aanval verder te zetten na de zware verliezen van 1 juni. De normaal ‘agressieve’ Upton vond het ‘onpraktisch’ om de aanval verder te zetten. De Zuidelijken hadden het zelfs niet echt gemerkt dat er een grootschalige Noordelijke aanval had plaatsgevonden.

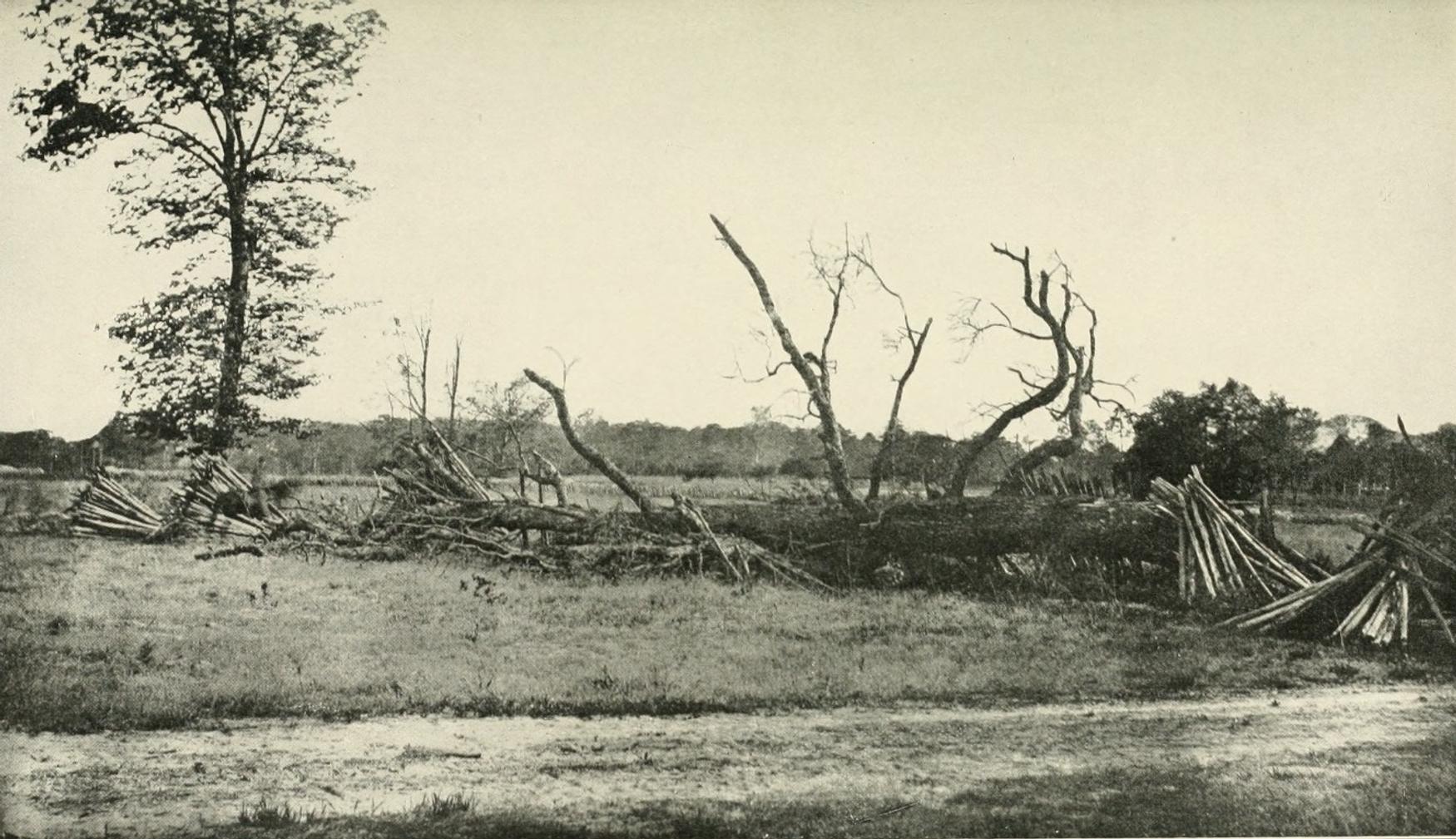
Zuidelijke borstweringen op het uiterste linkse punt van de Zuidelijke linie

Op de Noordelijke rechterflank moesten Smiths soldaten moeilijk terrein overbruggen. Hun opmars werd gekanaliseerd doorheen twee ravijnen. Toen ze de Zuidelijke stellingen bereikten, werden ze neergemaaid door geweer- en kanonvuur. Ze kregen het extra zwaar te verduren omdat het korps van Warren aarzelde om verder op te rukken. De Zuidelijke kanonniers concentreerden hun vuur dan maar op het korps van Smith.
De enige activiteit die plaatsvond aan het noordelijke einde van het slagveld vond plaats tussen Burnside en Jubal Early. Burnside voerde een krachtige aanval uit om 06.00 uur. Zijn soldaten braken door de linie van voorposten, maar dachten dat ze reeds de hoofdstellingen hadden bereikt. Hij liet zijn soldaten de aanval staken en hergroepeerde zijn eenheden om de aanval in de namiddag te hervatten.

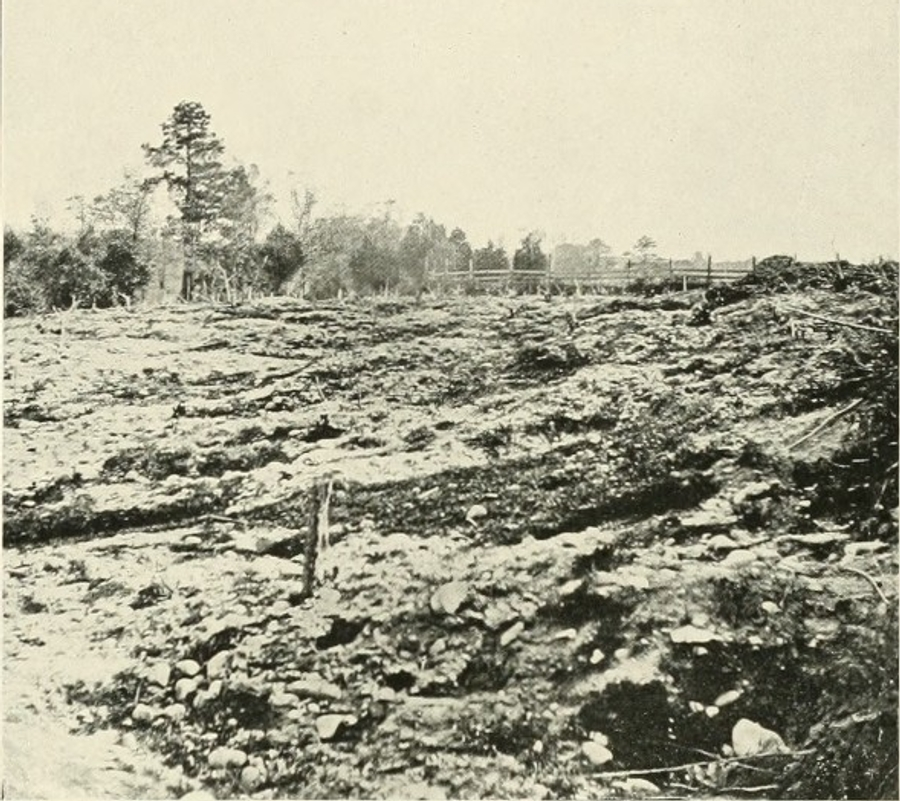
Borstweringen gefotografeerd na de slag

Om 07.00 uur zei Grant aan Meade om iedere succes ten volle uit te buiten. Meade gaf het bevel aan zijn drie korpscommandanten op de linkerflank om onmiddellijk tot de aanval over te gaan zonder rekening te houden met de korpsen op hun flanken. Alle commandanten hadden reeds genoeg van de aanvallen. Hancock was er tegen. Smith noemde een nieuwe aanval een nodeloos verlies aan levens en weigere op te rukken. Wrights soldaten verhevigden hun vuur maar bleven waar ze waren. Rond 12.30 uur besefte Grant dat zijn leger niets meer kon doen. De Noordelijke soldaten die tegenover de Zuidelijke stellingen vast zaten, groeven zich in. Ze gebruikten drinkbekers en bajonetten en de lichamen van gesneuvelde kameraden om hun stellingen uit te graven en te versterken.
De Noordelijke soldaten betaalden een zware prijs voor de onvoorbereide aanval. Ze verloren 3.000 tot 7.000 soldaten tegenover slechts 1.500 aan Zuidelijke kant. Op 3 juni rond 11.00 uur arriveerde postmaster general John H. Reagan met een delegatie vanuit Richmond. Hij vroeg aan Robert E. Lee: ”Generaal, indien de vijand door uw linie breekt, wat heeft u dan nog aan reserve.” Lee antwoordde: ”Geen één regiment en dit is reeds het geval sinds het begin van de veldtocht. Indien ik mijn linie inkort, kunnen de Noordelijken mij flankeren. Indien ik mijn linie verzwak om een reserve te hebben, breken ze door.”

### 4 tot 12 juni
Grant en Meade lieten geen aanvallen meer uitvoeren op de Zuidelijke stellingen bij Cold Harbor. Hoewel Grant in een telegram naar Washington gewag maakte van geen zware verliezen, schreef hij in zijn persoonlijke memoires dat hij voor de rest van zijn leven dit bevel betreurde om de soldaten naar een gewisse dood te sturen. De twee legers lagen de volgende negen dagen in hun loopgraven naar elkaar te kijken. De sluipschutters maakten voortdurend doden. De Noordelijke artillerie bestookte de Zuidelijken met acht mortieren. De Zuidelijken beantwoordden het vuur met een 24-pond houwitser die op de Noordelijke stellingen inbeukte. Hoewel er geen grote aanvallen meer plaatsvonden vielen er bijna tweemaal zoveel slachtoffers tijdens die negen dagen vergelijken met de aanvallen van 3 juni.
De loopgraven waren stoffig en bloedheet. De omstandigheden werden nog verergerd door de duizenden gewonden die tussen de twee linies lagen. Ze waren verstoten van eten, drinken en medische zorg. Grant wilde geen formeel bestand vragen om de gewonden te evacueren. Dit zou kunnen geïnterpreteerd worden als het toegeven van een nederlaag. Tussen 5 en 7 juni verstuurden Grant en Lee verschillende brieven naar elkaar zonder weliswaar tot een akkoord te komen. Toen vroeg Grant om een formeel bestand van 2 uur. Het was echter te laat voor de meeste van de gewonden. Grant kreeg in de Noordelijke kranten hiervoor bakken kritiek.
Op 4 juni verplaatste Grant het korps van Burnside achter Matadequin Creek om als reserve te dienen. Warrens korps zocht aansluiting bij Smith. Zo werden de Noordelijke linies met 5 km ingekort. Op 6 juni stuurde Early verkenners naar Burnsides nieuwe stellingen. Gehinderd door het moerassig gebied keerden ze al snel onverrichter zake terug.
Opnieuw bevond Grant zich in dezelfde situatie. Lee had sterke defensieve stellingen en nieuwe aanvallen daarop zouden niet helpen. Om toch enige vooruitgang te boeken, stelde Grant drie nieuwe plannen op. In de Shenandoahvallei boekte generaal-majoor David Hunter vooruitgang tegen de Zuidelijken. Zo hoopte Grant de bevoorradingslijnen van Lee te treffen en zou Lee versterkingen moeten sturen naar de vallei. Ten tweede stuurde Grant op 7 juni de cavalerie van Sheridan eropuit om de spoorweg bij Charlottesville te vernietigen. En ten derde werkte Grant plannen uit om zijn leger ongemerkt terug te trekken vanuit Cold Harbor naar de James. Lee reageerde op de eerste twee plannen zoals Grant gehoopt had. Lee stuurde de divisie van Breckinridge naar Lynchburg om Hunter te stoppen. Op 12 juni kreeg Jubal Early het volwaardige bevel over het Second Corps en werd eveneens naar de vallei gestuurd. Lee stuurde eveneens twee van zijn drie cavaleriedivisies achter Sheridan aan. Dit zou leiden tot de Slag bij Trevilian Station. Hoewel Lee er rekening mee hield dat Grant zich naar de James zou begeven, kwam het op het moment zelf toch als een verrassing. Op 12 juni vertrok het Army of the Potomac van zijn stellingen bij Cold Harbor naar de James om vandaar uit Petersburg te bedreigen. Dit was een cruciaal spoorwegenknooppunt ten zuiden van Richmond die niet alleen Lees leger bevoorraadde maar ook de Zuidelijke hoofdstad zelf.

## Gevolgen
De slag bij Cold Harbor was de laatste overwinning van Lees leger tijdens de oorlog. Het Noordelijke leger verloor 10.000 tot 13.000 soldaten in twaalf dagen tijd. Sinds het begin van de veldtocht had Grant 52.000 soldaten verloren tegenover 33.000 voor Lee. Toch had Grant nog altijd het tactisch overwicht met zijn leger.

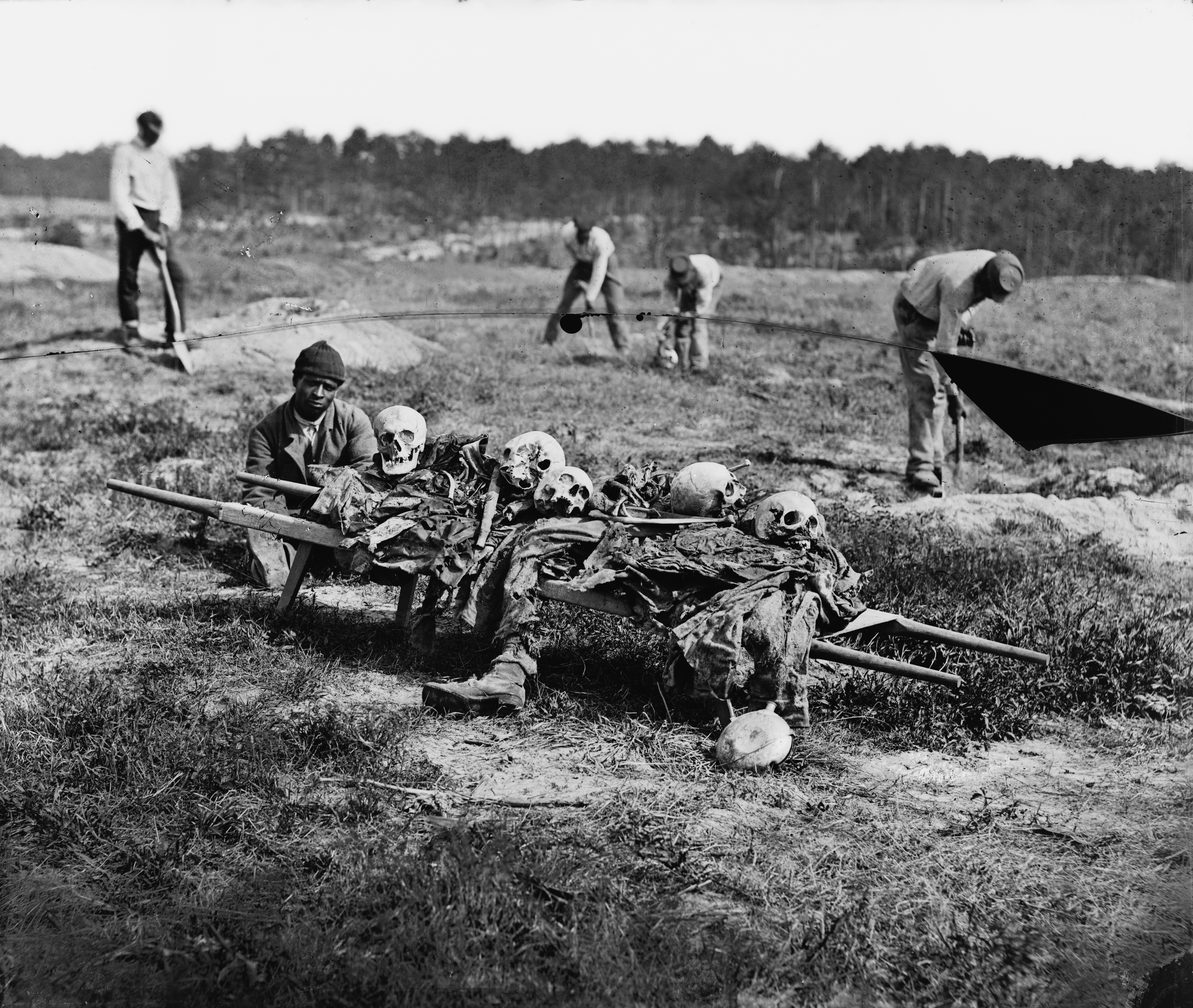
Cold Harbor, Virginia. Afro-Amerikanen verzamelen de beenderen van de gesneuvelde soldaten. Gefotografeerd door John Reekie in April 1865.

De slag voedde het anti-oorlogsgevoel in de Noordelijke staten. Grant kreeg de bijnaam “de klunzige slager” vanwege zijn soms betwistbare beslissingen. Deze aanvallen hadden ook een negatief effect op het moreel van het leger. Toch bereikte Grant zijn vooropgesteld doel via deze veldtocht. De onzorgvuldige aanvallen bij Cold Harbor hadden ertoe geleid dat Lee het initiatief had verloren. Hij kon enkel nog zijn troepen inzetten om Petersburg en Richmond te beschermen. Lee was de eerste bij Petersburg waar hij opnieuw van achter een defensieve linie de Noordelijke troepen (enige maanden) kon afhouden. Hoewel de Zuidelijken inzagen dat hun situatie penibel was, hoopten ze door het koppig verzet van Lee dat dit gevolgen zou hebben voor de herverkiezing van Abraham Lincoln. De Atlanta-veldtocht vernietigde deze hoop. Het einde van het Zuiden was nog een kwestie van tijd.

## Aanbevolen literatuur
- Furgurson, Ernest B. Not War but Murder: Cold Harbor 1864. New York: Alfred A. Knopf, 2000. ISBN 0-679-45517-5.
- Jaynes, Gregory, and the Editors of Time-Life Books. The Killing Ground: Wilderness to Cold Harbor. Alexandria, VA: Time-Life Books, 1986. ISBN 0-8094-4768-1.
- Trudeau, Noah Andre. Bloody Roads South: The Wilderness to Cold Harbor, May–June 1864. Boston: Little, Brown & Co., 1989. ISBN 978-0-316-85326-2.